# 아래빗근
아래빗근(inferior oblique muscle, obliquus oculi inferior) 또는 하사근(下斜筋)은 눈확 바닥의 앞쪽 모서리 근처에 위치한 얇고 좁은 모양의 근육이다. 바깥눈근육 중 하나이며, 위턱뼈에서 일어나 안구의 뒤쪽, 아래쪽, 가쪽 표면에 닿는다. 눈돌림신경의 아래가지가 아래빗근에 분포한다.

## 구조
아래빗근은 눈물고랑 가쪽의 위턱뼈 눈확면에서 일어난다. 다른 바깥눈근육들과는 달리 아래빗근은 온힘줄고리에서 일어나지 않는다.
아래빗근은 눈확의 바닥과 아래곧은근의 사이, 가쪽곧은근의 바로 아래쪽에서 가쪽, 뒤쪽, 위쪽으로 주행하여 아래곧은근과 가쪽곧은근 사이의 공막면에 닿는다.
사람에서 그 길이는 약 35mm이다.

### 신경 분포
눈돌림신경(제3뇌신경)의 아래갈래가 아래빗근에 분포한다.

## 기능
아래빗근은 눈의 올림, 벌림, 바깥쪽돌림(외전)에 관여한다.
주된 작용은 눈의 바깥쪽돌림이며, 이차적인 작용은 올림, 삼차적인 작용은 벌림이다. 즉 안구를 가쪽으로 회전시키며 위쪽과 가쪽으로 움직인다. 아래빗근이 눈을 최대한 올릴 수 있는 것은 눈이 벌려진 상태일 때이다.
아래빗근은 눈이 완전히 모인 상태일 때 눈을 올릴 수 있는 유일한 근육이다.

## 임상적 중요성

남성의 오른쪽 눈에 생긴 부분적인 얼룩증과 안구의 회전을 보여주는 다섯 개의 그림

아래빗근은 눈돌림신경 아래갈래의 마비에 의해 함께 영향을 받기 때문에, 눈돌림신경의 다른 기능은 영향을 받지 않은 채 아래빗근만 마비되는 경우는 꽤 드문 편이다.
아래빗근의 항진은 소아 사시에서 흔히 관찰되는 소견으로, 특히 신생아의 내사시와 외사시에서 흔하다. 보통 실제로 신경 자극이 과잉되는 것이 아니기 때문에 이 현상은 "elevation in adduction"으로 더 자주 불린다.
아래빗근에 할 수 있는 수술로는 사시 수술에서의 이완술(loosening, recession), 근절제술, 근연절단술(marginal myotomy), 신경절제술, 적출술 등이 있다. 또한 아랫눈꺼풀의 눈꺼풀성형술 시에도 확인된다.

## 추가 이미지

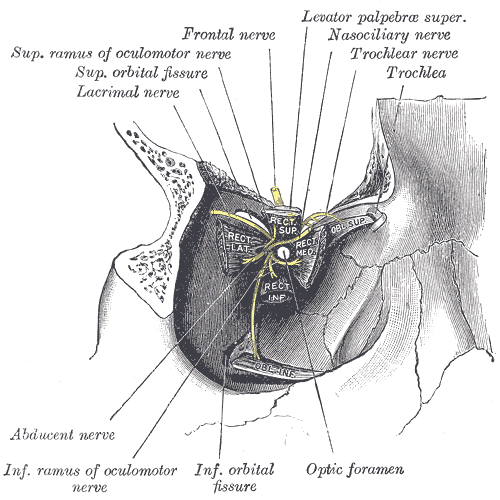
오른쪽 눈 근육들의 이는곳과 위눈확틈새로 들어가는 신경을 보여주는 해부
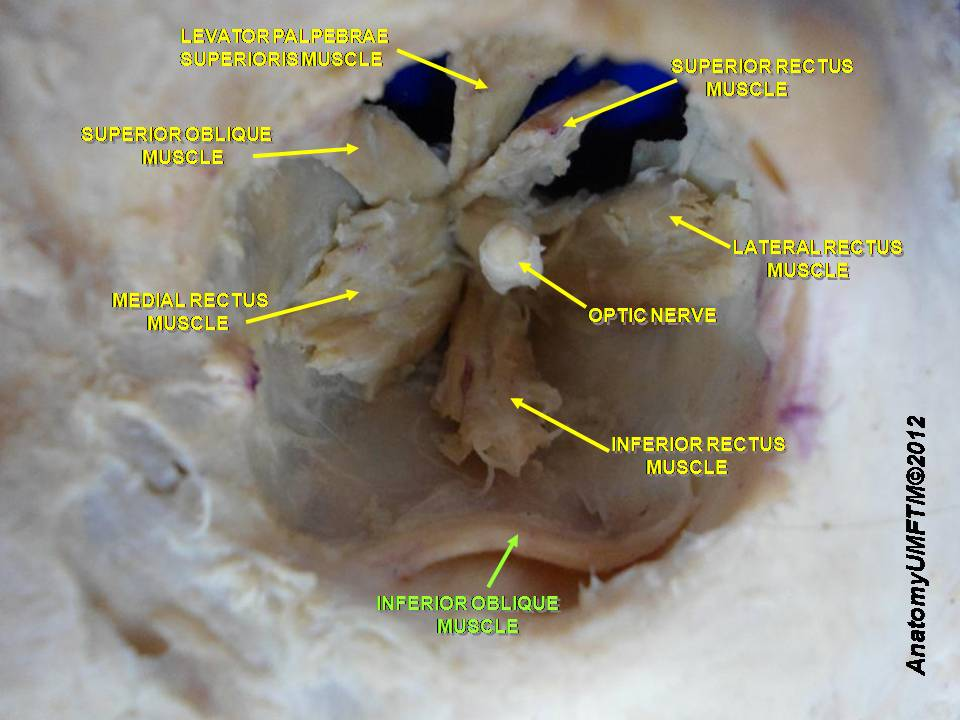
아래빗근
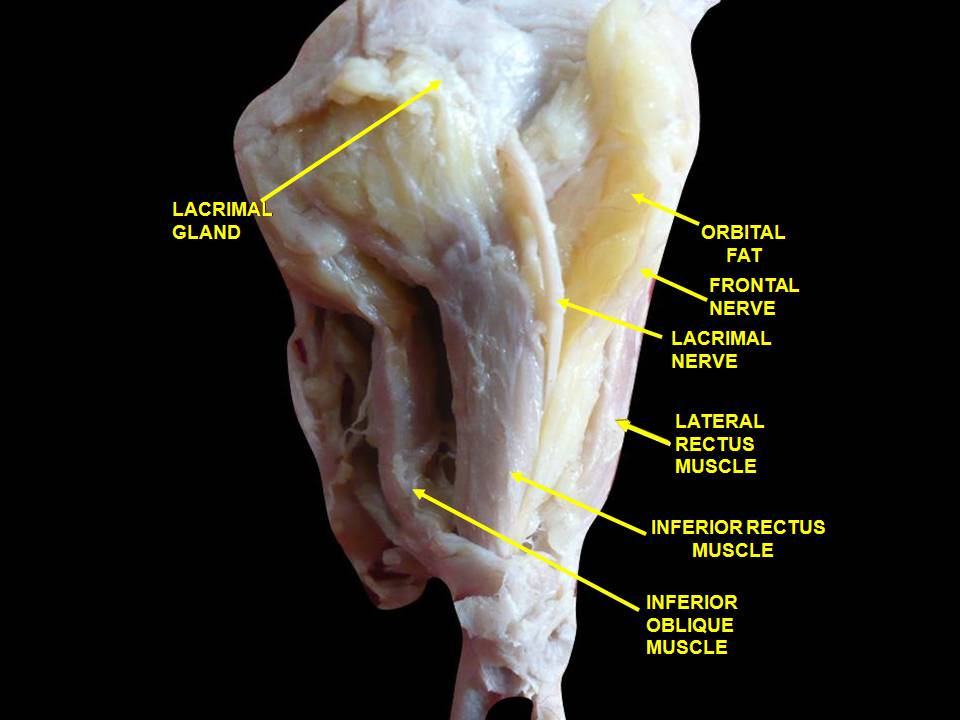
바깥눈근육과 눈확의 신경. 깊은 해부.
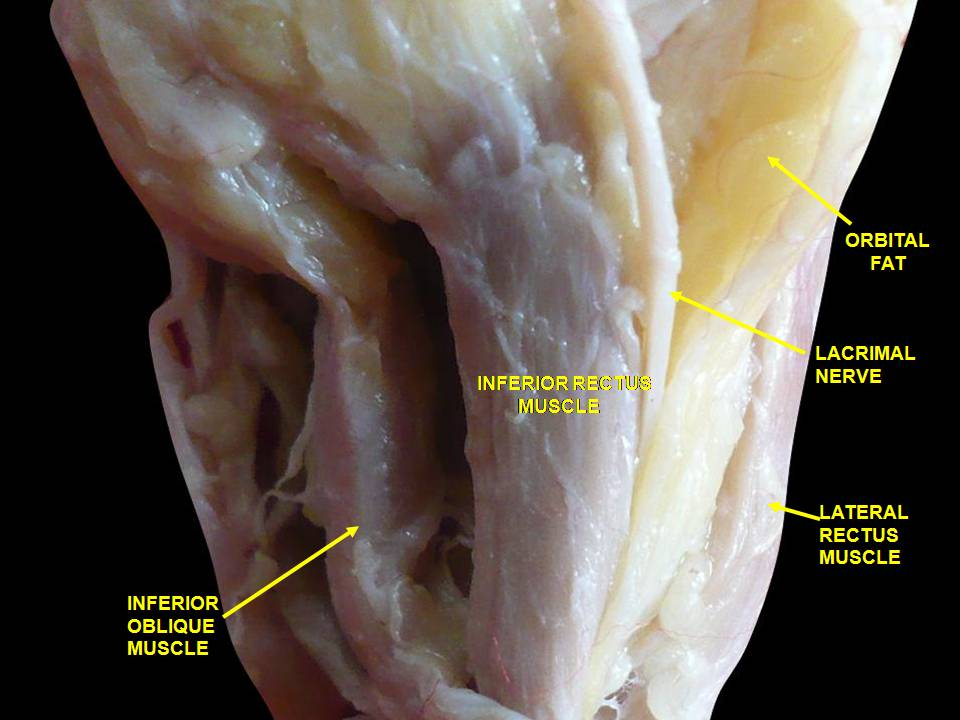
바깥눈근육과 눈확의 신경. 깊은 해부

## 같이 보기
- 도르래신경

## 참고 문헌
이 문서는 현재 퍼블릭 도메인에 속하는 그레이 해부학 제20판(1918) page 1023의 내용을 기초로 작성된 글이 포함되어 있습니다.
1. ↑  Riordan-Eva, P (2011). 《Vaughan & Asbury's General Ophthalmology.》 18판. New York: McGraw-Hill Medical. ISBN 978-0071634205.
2. ↑  “Eye Theory”. Cim.ucdavis.edu. 2014년 5월 27일에 원본 문서에서 보존된 문서. 2012년 12월 7일에 확인함.
3. ↑  Kushner BJ (2006). “Multiple mechanisms of extraocular muscle 'overaction'”. 《Arch Ophthalmol》 124 (5): 680–8. doi:10.1001/archopht.124.5.680. PMID 16682590.